# Проспект Свободы (Львов)
Про́спект Свобо́ды — центральная улица Львова, центр деловой и культурной жизни. В архитектуре проспекта Свободы переплелись черты сецессии и эклектики, питаемой историческими стилями классицизма, неоренессанса и барокко. Общая длина проспекта составляет около 350 метров. С южной стороны он ограничен площадью Мицкевича, а с северной стороны — пересекающей его улицей Городоцкой, за которой проспект Свободы переходит в проспект Вячеслава Черновола.

## Названия проспекта
Изменение политической обстановки во Львове находило своё отражение в изменении названия его главной улицы. С конца XVIII века он носил название Нижние Валы, с 1855 года его нечётная сторона называлась Карла Людвига нижняя, чётная — Карла Людвига верхняя, с 1871 нечётная сторона — Карла Людвига, а чётная — Гетманская. В 1919 нечётная сторона, носившая имя австрийского эрцгерцога была переименована польскими властями в улицу Легионов. Однако в городском польском просторечии обе части проспекта к тому времени уже получили устоявшееся имя — Гетманские Валы (пол. Wały Hetmańskie). В 1940 году советские власти переименовали бульвар в улицу 1 Мая. Немецкие оккупационные власти снова разделили проспект на две стороны, чётная сторона стала называться Опернштрассе (Оперная улица) (нем. Opernstrasse), нечётная — Музеумштрассе (Музейная улица) (нем. Museumstrasse); в 1942 они были объединены и получили название «Площадь Адольфа Гитлера» (нем. Adolf-Hitler-Platz). В 1944 на короткое время вернулись названия обеих частей бульвара — улицы Легионов и Гетманская. С 1945 — вновь 1 Мая. С 1959 — проспект Ленина, и, наконец, с 1990 года — проспект Свободы.

## История проспекта
После присоединения Галицкой Руси в 1772 году к Австрии начали разбираться львовские укрепления, которые к тому времени находились в плачевном состоянии. В результате ликвидации западной линии укреплений образовались нынешние площади Мицкевича и святого Духа, а также чётная сторона проспекта Свободы. Западная часть львовских городских укреплений состояла из Высокой стены (на которой стояли башни резников, кузнецов и слесарей, торговцев, пекарей), Нижнего Замка (со шляхетской и угловой башнями) и Нижнего вала (с артиллерийскими бастионами Фарским, Гетманским и Гродским).
В свою очередь, четная сторона проспекта образована из левого берега Полтвы, который до ликвидации укреплений представлял собой болотистую местность, на которой стояли кое-где небольшие домики жителей предместья и лепрозорий.
На территории, где ныне установлен памятник Шевченко в XVII—XVIII веках сооружали небольшие временные театры. В 1787 году в костёле, расположенном на месте нынешнего Национального музея, был открыт первый стационарный львовский театр.
Формирование проспекта Свободы, фактически второго (после площади Рынок) исторического центра Львова началось в 1780-е годы. До 1800 года вальные укрепления были перепланированы, и сформировался бульвар (Нижние Валы, Untere Wallgasse) с рядами тополей и пешеходной аллеей вдоль Полтвы. Уже с начала XIX века прогулки по бульвару стали модными, на нём появляются киоски.
27 января 1836 в здании дирекции львовской полиции, которое находилось на месте современного «Гранд-отеля» родился австрийский писатель Леопольд фон Захер-Мазох (от его фамилии образовано понятие мазохизм). Захер-Мазох родился в служебной квартире своего отца Леопольда Захера, который возглавлял в то время львовскую полицию.
С 1858 года Нижние Валы начали освещаться газовыми фонарями взамен масляных. В 1887—1888 инженер Вацлав Ибианский перекрыл Полтву бетонными сводами в районе бульвара, а новые насаждения деревьев и цветов разбил проектировщик Стрыйского парка Арнольд Реринг. Вдоль нечётной стороны бульвара в 1888 году были проложены линии конного трамвая, а в сентябре 1893 году — линии электротрамвая.
Значительно расширившийся бульвар стал местом рандеву и «чёрной биржи». По вечерам возле памятника Михаилу Архангелу собирались коммерсанты, в основном евреи, ожидавшие телеграмм из Вены: напротив памятника в здании Галицкого кредитного общества (ныне Музей этнографии) размещался телеграф; именно это место бывшей «чёрной биржи» с конца 1990-х стали называть «клумбой», местом встреч граждан национал-патриотической и националистической ориентации
Вместе с Марийской площадью (ныне пл. Мицкевича) и ул. Академической (пр. Шевченко) Гетманские Валы образовали единую пешеходную, прогулочную зону — так называемое Корзо. С конца XIX века бульвар застраивается зданиями отелей, банков, доходных домов, на нём появляются модные магазины.
Завершение строительства Городского театра (ныне — Оперный театр) в 1900 году стало важным акцентом пространственной композиции проспекта, перспективный вид на новый театр стал одним из наиболее привлекательных во львовском урбанистическом ландшафте.
В 1901 году было устроено электрическое освещение бульвара. В междувоенный период общественное значение проспекта подчёркивалось проведением разнообразных массовых акций.
В 1939 году в Городском театре работало организованное коммунистами Народное собрание Западной Украины, на котором было утверждено решение об объединении западно-украинских земель, находившихся в составе Польши, с Украинской ССР.
В 1941, во время немецкой оккупации, городское строительное управление разработало план перепланировки бульвара в Адольф-Гитлер-ринг с триумфальной аркой в центре и памятником фюреру. В 1943 году здесь советский разведчик Николай Кузнецов уничтожил генерала Германа Кнута, заместителя Эриха Коха по общим вопросам, главу конторы «Пакетаукцион», вместе с его адъютантом и водителем.
В послевоенный период усилилось общественное и транспортное значение проспекта. В 1951 году было принято решение прекратить трамвайное движение по проспекту. Прокладка улицы 700-летия Львова (ныне пр. Черновола) резко увеличила автомобильный поток. Как и в австрийско-польское время люди продолжали неформально собираться на бульваре — «чёрная биржа» превратилась в футбольную. С победой львовской футбольной команды «Карпаты» в розыгрыше Кубка СССР в 1969 году связаны единственные неорганизованные демонстрации на бульваре во времена, предшествующие перестройке.

## Современность
Ныне проспект Свободы — одна из самых элегантных и престижных улиц Львова. Первые этажи большинства зданий заняты банками, дорогими магазинами, кафе, ресторанами, ночными клубами и казино. В то же время, во многих зданиях выше второго этажа по-прежнему находятся жилые квартиры.
С конца 1980-х проспект стал местом собрания стихийных политклубов, так называемой «клумбы» (собирались возле клумбы напротив Музея этнографии), митингов и демонстраций. С 1991 года на проспекте Свободы, на площади перед Оперным театром, а особенно перед памятником Тарасу Шевченко, проводятся также концерты и другие праздничные акции, в частности, в рамках празднования Дня города. В последние годы проводится реставрация и ремонт исторических зданий, например была реконструирована одна из средневековых оборонительных башен — башня цеха торговцев, в которой расположен ресторан.
Посредине проспекта от Оперного театра к площади Мицкевича проложена широкая центральная аллея длиной более 300 метров (ныне носящая просторечно-сленговое название «стометровка»), в праздничные дни заполненная гуляющими львовянами и туристами. Здесь же, на аллее, собираются любители шахмат и домино; это также место встреч гомосексуалов. Около гранитных парапетов у подножия памятника Т.Шевченко собирается неформальная молодёжь, любят кататься роллеры, назначаются свидания,.
- Фонтан на площади перед Оперным театром
- Велодорожка на проспекте Свободы
- Цветочные клумбы на площади перед памятником Шевченко
- Торговая галерея "Опера Пассаж"
- Реконструированная башня цеха торговцев

## Памятники

### Станиславу Яблоновскому
Каменная статуя гетмана Станислава Яблоновского, который спас Львов от нападения крымских татар в 1695, была первым памятником на территории современного проспекта Свободы (и вообще первым памятником на территории Украины). Фигура С.Яблоновского была изготовлена в конце XVIII века и стояла возле стены Нижнего замка. Позже, после разрушения Нижнего замка, она была убрана; повторно её установили в 1859 году на набережной Полтвы перед площадью Каструм, образовавшейся в результате уничтожения Нижнего замка.
Вырезанная из песчаника фигура гетмана была представлена в рыцарских доспехах, с шлемом на голове и булавой в опущенной правой руке, через левое плечо был переброшен римский плащ.
В межвоенный период «каменного гетмана» уже трактовали как излишнюю деталь главной городской улицы. В 1832 году памятник был перенесён, а после 1944 он исчез и судьба его неизвестна.

### Яну Собескому
В конце XIX века Гетманские Валы ассоциировались уже с именем другого гетмана, а позже короля — Яна Собеского. Памятник был торжественно открыт в ноябре 1898 года. Автором проекта выступил Тадеуш Баронч, каменный цоколь выполнил Ю.Марковский. Фигуру гетмана отлили в Вене, городе, который в 1683 году был спасён от турецкого нашествия армией под командованием Яна Собеского. Бронзовый всадник на каменном пьедестале испытал влияние памятников Яну Собескому в Варшаве и Богдану Хмельницкому в Киеве.
В 1950 году «львовский гетман» был перевезён в Варшаву, а оттуда в 1965 году в Гданьск.

### Архангелу Михаилу
Бронзовая скульптурная композиция архангела Михаила, который уничтожает Сатану, была отлита в 1639 году, но на центральной аллее появилась только в 1873.
В связи с работами по перекрытию Полтвы памятник архангелу Михаилу перенесли, и сейчас он находится во Львовском историческом музее.

### Сталинской конституции (Дружбе народов)
В 1940 году перед памятником Яну Собескому был установлен бетонный обелиск с соцреалистическими фигурами солдата, рабочего и крестьянина. На пьедестале находились надписи на украинском и польском языках и на  идише. Монумент был разрушен в июне 1941 года, ещё до вступления немецких войск во Львов.

### Владимиру Ленину
Подготовка к установлению памятника В. И. Ленину началась ещё перед началом Великой Отечественной войны, в июне 1941 года, но открыт он был 20 января 1952 года, возле Оперного театра. Работа известного скульптора С. Д. Меркурова представляла собой камерную полуфигуру на высоком гранитном постаменте, который символизировал трибуну. Именно этот памятник был первым (сентябрь 1990) среди демонтированных согласно санкции местных властей; бронзовый отлив был расплавлен. При демонтаже памятника оказалось, что для строительства основания и фундамента были использованы надгробные камни с разрушенных христианских и еврейских кладбищ города Львова. (Хотя в большинстве памятников заливали обычный бетон с армированием для простоты и скорости постройки)

### Тарасу Шевченко
Решение о строительстве во Львове памятника Т. Г. Шевченко было принято 22 июня 1987 года. Областной конкурс 1988 и республиканский 1989 не определили ни одного проекта-победителя. Однако «клумба» и львовская общественность требовали скорейшего установления памятника. Было принято решение об использовании проекта скульпторов В. и А. Сухорских и архитекторов Ю.Дыбы и Ю.Кромея, проекта, который жюри республиканского конкурса назвала «относительно лучшим».
Торжественное открытие памятника Т. Г. Шевченко произошло 24 августа 1992 года, на годовщину принятия декларации независимости Украины, а ровно через четыре года был открыт 12-метровый элемент памятника — бронзовая «Волна Национального Возрождения».

## Здания

### Гранд-отель (пр. Свободы, 11/13)
Здание «Гранд-отеля» было выстроено в 1892—1893 годах по проекту Эразма Гарматника. Фасад «Гранд-отеля» украшен скульптурами Леонарда Маркони. на первом этаже здания в первые десятилетия его существования находились четыре магазина, а на верхних этажах — 48 отельных номеров и ресторан. В отель было проведено электрическое освещение, интерьеры были выполнены в стиле необарокко, и он считался наиболее комфортабельным во Львове. «Гранд-отель» составлял единый комплекс с пассажем Гаусмана (теперь — проезд Кривая Липа). После Второй мировой войны в здании размещалась гостиница «Львов» (позже — «Верховина»). В 1990-х здание было отреставрировано, а отелю возвращено его прежнее название.

### Галицкая кредитная касса (ныне — Музей этнографии, пр. Свободы, 15)
Здание Галицкой кредитной кассы — вторая по значимости (после главного корпуса Львовской политехники) работа Юлиана Захаревича (1837—1898). Сооружение по его проекту достраивалось сыном Ю.Захаревича Юлианом, которому также помогали инженеры З.Кензерский и Струшкевич, архитектор Ю.Яновский.
В застройке проспекта Свободы здание Кредитного общества выделяется романтической трактовкой неоренессансных мотивов. Архитекторы активно использовали текстурные особенности и цвет материалов: полихромный надрейнский кирпич, тёсаный тернопольский камень, майоликовые рельефы и металлические кованные решётки. Ярко и выразительно был решён вестибюль, выложенный полихромной плиткой, украшенный панелями из цветного камня и витражами фирмы «Тиролер Глассмалерай» из Инсбрука. Интерьеры и фасад здания были декорированы многочисленными работами из скульптурной мастерской Л.Маркони. Завершает здание купол со шпилем; возле основы купола размещена аллегорическая скульптурная группа, которая символизирует экономическое процветание Галиции.
Галицкая кредитная касса с расположенным на углу здания куполом, доминирующим в силуэте проспекта, оставляет ощущение мажорной красочности. Данное сооружение знаменовало собой отход от «археологической» трактовки львовскими архитекторами исторических стилей, движение в сторону более красочных интерпретаций, что предвещало последующее распространение сецессии.
С 1951 года здание занимает Музей этнографии и художественного промысла. Здесь же расположен Институт народоведения Национальной академии наук Украины.

### Пражский банк (ныне — филиал Проминвестбанка, пр. Свободы, 17)
Здание для львовского филиала Пражского банка было выстроено в стиле поздней сецессии в 1911—1912 годах. Автором проекта был чешский архитектор Матей Блех, фасады были украшены также чешским скульптором Эммануэлем Кодетом. В здании сохранились многочисленные ценные детали интерьеров: витражи, светильники, стенные пакеты, паркет, пневмопочта, сейфы, мебель. В 1932—1939 годах здесь находился Общий акционерный банк. В настоящее время здание продолжает выполнять свои функции, в нём находится отделение Проминвестбанка.

### Пассаж Феллеров (пр. Свободы, 35)
Пассаж был выстроен в 1902 году Артуром Шлееном. В 1908—1909 годах по проекту Ф. Касслера был создан фасад пассажа в стиле модернизированного ренессанса. Тогда же фасад был украшен скульптурами: в нишах окон второго этажа появились каменные атланты и кариатиды, на аттике — женские фигуры, аллегории коммерции и транспорта. Пассаж является действующим, по нему можно пройти на ул. Наливайко.

### Венская кофейня (пр. Свободы, 14)
Здание «Венской кофейни»(укр. — Віденська кав`ярня) выстроено в 1829 году по проекту М. Брезани и перестроено в духе неоренессанса в 1880 году. Со стороны бульвара в нём была устроена одна из первых кофеен во Львове, «Венская кофейня», которая была вновь открыта в 1998 году. В 2005 году в здании была размещена гостиница «Вена».

### Экономический факультетЛьвовского университета(пр. Свободы, 18)
Данная территория после разрушения городских укреплений была занята зданием австрийского губерниального правительства. Во время Великой Отечественной войны оно было разрушено и разобрано. В 1950—1952 годах по проекту архитекторов И.Персикова и Г.Швецко-Винецкого здесь было выстроен корпус экономического факультета Львовского университета. Классические архитектурные формы сооружения выполненного в стиле «сталинского ампира» позволили зданию хорошо вписаться в общий стиль проспекта.

### Промышленный музей (теперьНациональный музей, пр. Свободы, 20)
Данное здание является одним из последних памятников львовского историзма и, одновременно, единственным сооружением в городе с самого начала предназначенное для музея. Промышленный музей строился в 1898—1904 годах на месте разобранного в 1802 году Нижнего замка. Архитектором проекта являлся Ю. Яновский. Строительными работами руководил Э. Жухович, орнаментику выполнили А. Попель и М. Паращук.
В конструктивном плане здание отвечало новаторским тенденциям в архитектуре: вокруг центрального пространства с верхним залом размещались комнаты и анфилады музейных залов. Художественная форма сооружения решена в духе эклектизма, с богатой орнаментировкой на фасадах и в интерьере. Архитектурные и декоративные элементы свидетельствуют о влиянии здания венского Музея искусств.
До 1941 г. здание занимал Городской музей. В музее находилась уникальная коллекция часов. Во время немецкой оккупации музей был разграблен, коллекция часов увезена в Германию.
В 1950—1990 в здании размещался Музей В. И. Ленина, с 1990 года в нём находится Национальный музей во Львове.

### Большой городской театр (ныне — Оперный театр, пр. Свободы, 28)
Необходимость в отдельном здании для городского театра стала особенно ощутимой в конце XIX века. В 1895 году был объявлен конкурс, в котором победила работа директора Львовской высшей художественно-промышленной школы З. Горголевского. Он предложил смелое решение для места постройки нового театра. Так как центр города к тому времени был плотно застроен, проект предусматривал перекрытие городской реки, Полтвы, сплошными бетонными сводами. З. Горголевский руководил всеми земляными и строительными работами. Основанная нагрузка легла на львовскую фирму инженера И. Левинского. Строительство началось в июне 1897 года и длилось почти три года.
Театр построен в классических традициях с использованием элементов архитектурных стилей ренессанса и барокко, в духе так называемого венского псевдоренессанса. Театр был декорирован и снаружи и внутри, продемонстрировав искусство скульпторов (П. Войтович, А. Попель, Э. Печ, Т. Баронч) и художников (Т. Попель, М. Герасимович, Т. Рыбковский, З. Розвадовский, С. Дембицкий, С. Рейхан).
Большой городской театр (так назывался Оперный театр до 1939 года) открылся 4 октября 1900 года. В торжественном открытии приняли участие писатель Генрик Сенкевич, композитор И. Падеревский, художник Г. Семирадский. В этот вечер в театре показывали постановку драматической оперы «Янек» В. Желенского про жизнь жителей карпатской Верховины.

## Транспорт
Проспект Свободы — одна из наиболее оживлённых магистралей Львова, в часы пик здесь обычны пробки. Проезд по проспекту открыт для частного и общественного (автобусы и маршрутные такси) автотранспорта, трамвайные линии пересекают его только на перекрёстке с улицей Дорошенко. В выходные и праздничные дни проезд по проспекту Свободы закрывается,. В непосредственной близости от проспекта Свободы нет промышленных зон, и автотранспорт здесь является основным загрязнителем окружающей среды.